# Esprit-Saint
Esprit-Saint es un municipio canadiense situado en la provincia de Quebec.

## Superficie
Esprit-Saint tiene una superficie de 168,96 km².

## Demografía
En 2021, tenía 340 habitantes, una densidad poblacional de 2 hab./km², y 198 viviendas.